# Simoné Kruger
Simoné Kruger (Pretoria, 14 gennaio 2005) è un'atleta paralimpica sudafricana appartenente alla classe F38 e specializzata nel lancio del disco.

## Biografia
Nel 2019 conquista la medaglia d'argento nel lancio del disco ai campionati mondiali paralimpici di Dubai, alle spalle della cinese Mi Na, appartenente alla classe F37: con la prestazione di 33,91 m fa registrare il nuovo record mondiale paralimpico F38.
Ai Giochi paralimpici di Tokyo 2020, svoltisi nel 2021, si classifica quinta, ma nel 2023 conquista la medaglia d'oro ai campionati mondiali paralimpici di Parigi e aggiusta il suo record mondiale del lancio del disco F38 portandolo a 38,10 m. Nella successiva edizione dei campionati del mondo paralimpici, quella di Kobe 2024, si riconferma campionessa mondiale portando il record del mondo del lancio del disco F38 a 38,82 m. Sempre nel 2024, alle Paralimpiadi di Parigi, vince la medaglia d'oro con la misura di 38,70 metri, nuovo record paralimpico.

## Record nazionali
- Lancio del disco F38: 38,82 m  ( Kōbe, 25 maggio 2024)

## Palmarès
| Anno | Manifestazione                  | Sede   | Evento               | Risultato | Prestazione | Note               |
| ---- | ------------------------------- | ------ | -------------------- | --------- | ----------- | ------------------ |
| 2019 | Campionati mondiali paralimpici | Dubai  | Lancio del disco F38 | Argento   | 33,91 m     | Record mondiale    |
| 2021 | Giochi paralimpici estivi       | Tokyo  | Lancio del disco F38 | 5ª        | 31,51 m     |                    |
| 2023 | Campionati mondiali paralimpici | Parigi | Lancio del disco F38 | Oro       | 38,10 m     | Record mondiale    |
| 2024 | Campionati mondiali paralimpici | Kōbe   | Lancio del disco F38 | Oro       | 38,82 m     | Record mondiale    |
| 2024 | Giochi paralimpici estivi       | Parigi | Lancio del disco F38 | Oro       | 38,70 m     | Record paralimpico |